# Ястреб (спецподразделение)
Отдел специального назначения «Ястреб» (до 1998 года отряд специального назначения «Ястреб») — спецподразделение Управления Федеральной службы исполнения наказаний России по республике Марий Эл, входящий в структуру территориальных управлений ФСИН по субъектам Российской Федерации (Приволжский федеральный округ). Занимается пресечением преступлений на объектах УФСИН (в том числе захватом особо опасных преступников), обеспечением безопасности сотрудников учреждений УИС (в том числе освобождение заложников, захваченных заключёнными) и содействием правоохранительным органам при проведении крупномасштабных мероприятий в сфере безопасности (в том числе охрана высших должностных лиц ведомства). Образован 22 января 1992 года по распоряжению республиканского МВД.

## Образование
Поводом для создания подобных подразделений стали волнения и бунты в следственных изоляторах и исправительных учреждениях (на примере бунта в Сухуми 1990 года, подавленного только при вмешательстве управления «А» Седьмого управления КГБ СССР). В связи с этим МВД СССР был подписан приказ об образовании отрядов специального назначения, предназначенных для предотвращения подобных ситуаций. Приказ вступил в силу 13 ноября 1990 года. В Марийской АССР подобная группа быстрого реагирования появилась в начале 1991 года из числа наиболее подготовленных сотрудников. 22 января 1992 года Министерством внутренних дел Марийской АССР был подписан приказ № 19 о создании штатного отряда специального назначения СИД и СР, действующий в УИС. Первым командиром отряда специального назначения стал подполковник Александр Ларин, его заместителем был Владимир Соловьёв.
К задачам отдела специального назначения «Ястреб» и иных отделов специального назначения ФСИН относятся, в частности, пресечение групповых нарушений общественного порядка в МЛС, освобождение захваченных в заложники людей, устранение массовых беспорядков в учреждениях УИС, обеспечение безопасности сотрудников УИС и членов их семей, а также помощь правоохранительным органам в проведении специальных мероприятий по обеспечению общественной безопасности. Главным критерием отбора в этот спецназ изначально стали отменные физические данные и психологическая устойчивость: среди первых бойцов отряда был как минимум один участник миротворческой миссии в бывшей Югославии. Отделы специального назначения ФСИН считаются одними из наиболее подготовленных спецподразделений силовых структур Российской Федерации.

## История службы

### Боевое крещение. Первая чеченская война
В том же 1992 году состоялось боевое крещение отряда: в исправительной колонии строгого режима № 4 в посёлке Куяр вспыхнул конфликт между вором в законе по кличке «Шоколадный» и криминальным авторитетом Колей Каменским. Каменский, посягавший на место вора в законе, подстроил бунт в изоляторе № 2: осуждённые раскололись на два лагеря, в течение трёх дней демонстративно не принимая пищу и не подчиняясь сотрудникам изолятора. Через четверо суток прибыл отряд спецназа, который утихомирил бунтовщиков: в ходе обыска в камерах были изъяты множество запрещённых предметов. Подавление бунта стало сигналом для криминального мира о появлении спецподразделений, которые способны влиять на осуждённых и предотвращать любые открытые выступления против администрации учреждений УИС. В 1992—1993 годах сотрудники отряда охраняли в «Матросской тишине» руководителей «Августовского путча», членов ГКЧП.
Начиная с 1995 года, ОСН «Ястреб» был задействован в 19 спецкомандировках на территорию Чеченской Республики, приняв участие в обеих чеченских войнах. Среди операций «ястребов» упоминались охрана фильтрационного пункта в Грозном, обеспечение безопасности движения различных колонн, а также охрана тогдашнего секретаря Совета Безопасности О. И. Лобова. Также подразделение обороняло следственный изолятор в Чернокозово, КПП «Герзель-мост», нефтезавод в селе Толстой-Юрт, Правительство Чечни, представительство РФ в Чечне и здание Верховного суда. Также отряд «Ястреб» участвовал в операциях на территории Дагестана. Окончивший в 1996 году Академию МВД полковник внутренней службы Дмитрий Курдин (1964—2015), который проводил занятия с новобранцами группы быстрого реагирования в качестве инспектора-методиста физической подготовки и спорта «Динамо» и работал в группе в 1991—1992 годах, позже стал командиром отряда «Ястреб», что повлекло за собой не только повышение дисциплины, но и полное обновление материально-технической базы. С 1997 года отряд носит официальное наименование «Ястреб», а в 1998 году он получил статус отдела специального назначения, что позволило перевести сотрудников на офицерские должности.

### Вторая чеченская война
В ходе Второй чеченской войны отряд «Ястреб» участвовал в освобождении Грозного и боях в Аргунском ущелье: в частности, снайперская пара в лице Сергея Новикова и Сергея Софронова несла службу в составе сводного отряда с сотрудниками санкт-петербургского ОСН «Тайфун». В феврале 2000 года отряд принял участие в боях за село Гой-Чу (Комсомольское), где засела группа полевого командира Руслана Гелаева. 8 марта в ходе зачистки села снайперская пара, пройдя почти половину Комсомольского и получив приказ закрепиться на рубеже, попала под прицельный огонь вражеских снайперов. Новиков получил смертельное пулевое ранение, а Софронов, рискуя жизнью, вынес младшего лейтенанта из-под обстрела, продолжая оказывать ему первую помощь. Как позже выяснилось, на участке, где произошёл обстрел, у чеченцев проходила линия обороны и были сконцентрированы основные силы; впереди рос кустарник, а до ближайших домов было от 150 до 200 м. Посмертно Новиков был награждён Орденом Мужества, Софронов был отмечен медалью ордена «За заслуги перед Отечеством» II степени. На могиле погибшего бойца был установлен памятник, а в административном здании УИН появилась мемориальная доска.

### Наши дни. Общественные акции
13 ноября 2010 года состоялись соревнования по случаю 20-летия создания отделов специального назначения ФСИН, в которых участвовали отряды «Ястреб», «Барс» (Татарстан) и «Страж» (Чувашия): в эстафете из четырёх бойцов на огненно-штурмовой полосе сотрудники «Ястреба» заняли 2-е место). ОСН «Ястреб» является инициатором ежегодно проводимого в городе Йошкар-Оле турнира по рукопашному бою (иногда кикбоксингу) среди сотрудников силовых структур, посвящённого памяти погибшего младшего лейтенанта Сергея Вячеславовича Новикова.
Помимо регулярной службы, проведения учений и участия в разных соревнованиях среди сотрудников силовых структур, бойцы ОСН «Ястреб» участвуют в разных общественных акциях и публичных мероприятиях. Так, в преддверии мероприятий по случаю 30-летия образования отделов специального назначения, намеченных на 13 ноября 2020 года, в рамках подготовки кулинарной книги ФСИН сотрудники ОСН «Ястреб» приготовили хашламу по-марийски. Часть сотрудников отдела «Ястреб» традиционно участвуют в коллективном крещенском омовении в проруби на реке Малая Кокшага, сдают донорскую кровь и проводят встречи с детьми и подростками (в том числе в рамках дней открытых дверей). В частности, в 2016 году сотрудники отдела провели экскурсию для воспитанников детских домов, а в 2021 году встретились в Центре военно-патриотического воспитания «Авангард» со школьниками, прибывшими на учебные сборы.
По данным на 2020 год, всего сотрудники ОСН «Ястреб» провели более 7 тысяч специальных мероприятий, в ходе которых ими были изъяты из мест лишения свободы свыше 5 кг наркотических веществ, более 200 запрещённых в местах лишения свободы сотовых телефонов и более 5 тысяч колюще-режущих предметов. По состоянию на 2022 год отдел продолжает исполнение своих обязанностей в системе УФСИН по Республике Марий-Эл.

## Подготовка бойцов

### Личный состав
По состоянию на 2002 год через отряд прошли три мастера спорта, 6 кандидатов в мастера и 20 перворазрядников, а к 2022 году через ряды ОСН «Ястреб» прошли 130 человек — как бывшие, так и действующие сотрудники. Среди служивших в отделе были и несколько женщин. Почти все служащие отдела награждены ведомственными наградами, а некоторые — и государственными наградами. По состоянию на 2002 год 35 сотрудников были награждены орденами и медалями, из них 8 — Орденом Мужества, 12 — Почётными грамотами Правительства Марий Эл. В 2017 году в Мордовии по итогам всероссийских испытаний на право ношения крапового берета стало известно, что как минимум один боец ОСН «Ястреб» завоевал это право.

### Материально-техническая база
По состоянию на 2002 год материально-техническая база отряда была оборудована оружейной комнатой, комнатой спецсредств, учебным классом, медицинским кабинетом, двумя помещениями отделений, кабинетами начальника и его зама, кабинетом инструкторов, тренажёрным залом, боксёрским и борцовскими рингами, а также душевой комнатой и сауной. Отдел оснащён бытовой техникой, транспортом (основу составляли автобус ПАЗ, два УАЗа и ВАЗ-2105), спецсредствами, средствами связи, вещевым и иным имуществом. Небоевое материальное обеспечение было получено как при помощи руководства УИН, так и за счёт средств, заработанных сотрудниками ОСН во время подработки (охрана различных фирм). Особенно тесное сотрудничество было установлено с фирмой «Страж». Контакты с начальниками и заместителями по производству в колониях позволили оснастить базу тренажёрами, боксёрскими грушами и перчатками, спортивной одеждой и матами.
Огненно-штурмовая полоса препятствий, используемая личным составом для проведения подготовки, была открыта в ноябре 2009 года около с/т «Чернушка» и сооружена сотрудниками отдела: она изначально состояла из 16 препятствий повышенной сложности, расположенных на дистанции около 300 метров.

### Отбор бойцов и тренировки
Кандидаты на место в отделе специального назначения проходят жёсткий отбор: в 2002 году они должны были набрать минимум 400 из 500 баллов по физподготовке (подтягивание, прыжки, отжимания, «пресс», «лягушка»), продемонстрировать навыки рукопашного боя и психологические качества. В настоящее время кандидаты на попадание в отряд должны были сдать зачёты по огневой и физической подготовке и по теоретическим предметам обучения, а также пройти заключительный этап в условиях, максимально приближенных к боевым. Этот этап представляет собой марш-бросок в составе подразделения на 2,5 км и столько же обратно, отражение нападения условного противника и огненно-штурмовую полосу препятствий. Пятикилометровый марш-бросок вкупе с преодолением полосы препятствий являются традиционными для новичков отряда мероприятиями.
Ежегодно личный состав проводит учения и соревнования, включающие подъём на вышку, съезжание с неё на «тарзанке», преодоление разной высоты заборов, коридора из колючей проволоки, навесного колеса, трапа с автобусом и здания-тира с тремя помещениями открытого типа. Помимо этого, сотрудники регулярно выезжают на курсы повышения квалификации (инструкторы-взрывники и инструкторы-снайперы), а также в учебные командировки (в том числе в Южный межрегиональный учебный центр ФСИН России «Красная Поляна» и учебный центр Новосибирска). Около 70 % учебного времени бойцы работают в полной боевой экипировке, оттачивая навыки работы в парах и группах.

## Вооружение
На вооружении ОСН «Ястреб» состоят пистолеты, автоматы, снайперские винтовки и пулемёты разных образцов. Согласно журналу «Братишка» за июль 2012 года, среди вооружения отделов ФСИН в стране по всем регионам встречались такие образцы, как пистолеты ПМ, ПЯ, ГШ-18 и Glock 19; пистолеты-пулемёты ПП-9 «Клин», ПП-91 «Кедр» и АЕК-919К «Каштан»; разные автоматы семейства АК и пулемёты Калашникова, а также снайперские винтовки СВД, ОСВ-96 и СВ-98. Вооружение и экипировка, а также материально-техническое обеспечение каждого из отделов улучшались постоянно. Из тяжёлой техники на вооружении ОСН «Ястреб» есть бронеавтомобиль «Выстрел», использовавшийся в операциях в Чеченской Республике и позже ставший учебным автомобилем.

## Критика
Корреспондентка газеты «Марийская правда» Ольга Бирючёва в 2002 году писала, что сотрудники ОСН «Ястреб» прослыли в Чечне неподкупными людьми, не принимавшими взятки ни в какой форме: во время охраны нефтезавода в селе Толстой-Юрт им безуспешно предлагали перепродавать бензин по ценам «чёрного рынка», но в результате отряд пришлось убрать из-за участившихся провокаций. На КПП «Герзель-мост», на мосту через реку Аксай на окраине села Герзель-Аул (граница Чечни и Дагестана) им неоднократно пытались дать взятку лица, не имевшие права на проход.
В январе 2011 года Европейский суд по правам человека коммуницировал России жалобу семерых осуждённых на их избиение при введении ОСН «Ястреб» в колонию № 6. Причиной жалобы послужили заявления от осуждённых на неправомерное обращение с ними сотрудников спецназа 20 декабря 2005 года. Общественное расследование по этому факту проводила региональная общественная организация «Человек и Закон»; её сопредседатель, Сергей Подузов, заявил, что обращение в Страсбургский Суд юристами организации было вынужденной мерой, поскольку на национальном уровне восстановление прав заключённых было невозможно. Жалобы в Страсбурге признаны приемлемыми, и подавшие их люди, согласно заявлению Подузова, оказались под защитой юрисдикции Европейского Суда по правам человека. По результатам прокурорской проверки на месте в возбуждении уголовного дела против сотрудников спецназа по данному факту было отказано. По мнению Йошкар-Олинского городского суда, действия «Ястреба» носили правомерный характер.
В том же году глава республиканского УФСИН Манвел Айрян был уволен по распоряжению тогдашнего директора ФСИН Александра Реймера в связи с иными нарушениями, выявленными по итогам проверки деятельности республиканского УФСИН. Сам Реймер во время визита высоко оценил ОСН «Ястреб» и базу его подготовки.